# Opus tessellatum

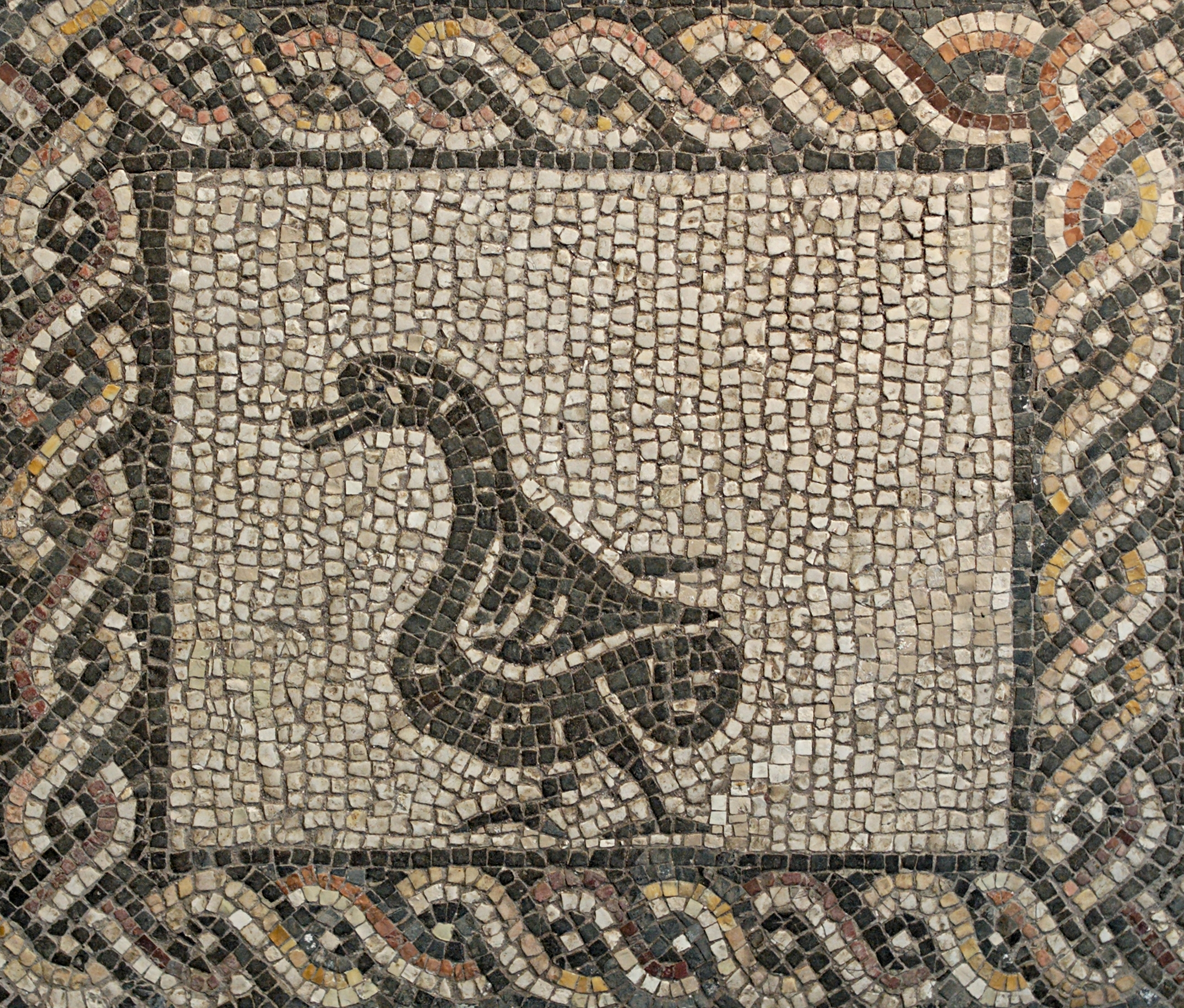
Mosaico realizado en opus tessellatum, ahora en el Palazzo Massimo alle Terme

Opus tessellatum es el nombre en latín para la técnica utilizada en la creación de mosaicos griegos y romanos; habitualmente se usaba para áreas grandes y se realizaba con teselas mayores de 4 mm que eran colocadas en el sitio final. A diferencia de esta, la técnica opus vermiculatum utilizaba teselas diminutas, normalmente cubos de 4 milímetros o menos, y se fabricaba en los talleres en paneles relativamente pequeños que eran transportados al sitio pegados a un soporte temporal. A menudo se combinaron las dos técnicas, con pequeños paneles de opus vermiculatum llamados emblemata en el centro de un diseño más grande en opus tessellatum. Las pequeñas teselas del opus vermiculatum permitían detalles muy finos y generaban la impresión de tratarse de una pintura. Existió un estilo distinto de opus tessellatum nativo de Italia que utilizaba solo negro sobre fondo blanco y que sin duda era más barato que el trabajo totalmente coloreado.
Opus tessellatum se utilizaba generalmente para fondos que consistían en líneas dispuestas horizontal o verticalmente, pero no para aquellos dispuestos en una cuadrícula, que correspondían a la técnica opus regulatum.